# MadTracker
MadTracker ist ein Shareware-Tracker für die Microsoft-Windows-Oberfläche, der von dem Belgier Yannick Delwiche (* 1979) programmiert und 1998 erstmals veröffentlicht wurde. MadTracker hat neben dem MadTracker-Modus auch einen FastTracker-Modus und ist in der Lage, FastTracker-Module (XM) weitgehend fehlerfrei wiederzugeben. Die momentan letzte aktuelle Version ist 2.6.1 (Februar 2006).
MadTracker verfügt über einen 64-Track-Sequenzer und eine Reihe von Echtzeiteffekten. Es können auch beliebige VST-2.3-Effekte und Instrumente eingebunden werden. MadTracker kann über MIDI angesprochen werden und unterstützt ASIO von älteren Soundkarten und ReWire Slave nur den Track Modus. Neben dem XM-Dateiformat werden noch andere Dateiformate unterstützt: S3M (Scream Tracker), IT (Impulse Tracker), UMX (Unreal Music), MOD (ProTracker). Jedoch ist es zu diesen Formaten nicht 100-prozentig kompatibel, so dass die Wiedergabe mitunter sehr fehlerhaft sein kann. Die Umwandlung eines MadTracker-Moduls in eine 24-Bit-Wave-Datei (WAV oder AIFF) ist nur mit der kostenpflichtigen Version möglich.
Aus Zeitgründen wurde das MadTracker Projekt auf unbestimmte Zeit auf Eis gelegt.